# フランソワ・ジョフロワ
フランソワ・ジョフロワ（François Jouffroy、1806年2月1日 - 1882年6月25日）は、フランスの彫刻家である。パリ国立高等美術学校の彫刻の教授を務めた。

## 略歴
ディジョンでパン職人の息子に生まれた。1817年から画家のフランソワ・ドヴォージュ（Francois Devosge）が校長を務めるディジョンの美術学校で彫刻家のニコラ・ボルニエ（Nicolas Bornier: 1762-1829）に学んだ。1823年に賞を得て、その賞金でパリに移り、ジュール・ラメ(Jules Ramey: 1796-1852)に学び、1824年にパリ国立高等美術学校に入学した。1826年にはローマ賞の2位になり、1832年にジャン＝ルイ・ブリアン（Jean-Louis Brian: 1805–1864）とローマ賞の1位を分け合った。在ローマ・フランス・アカデミーでの留学を終えてパリに戻ると1835年にパリのサロンにデビューし、1853年まで、定期的にサロンに作品を出展した。1838年に2等のメダルを受賞し、1839年に出展した作品は金賞を受賞し、1940年に国王ルイ・フィリップに買い上げられ、現在はリュクサンブール美術館に収蔵されている。ダヴィッド・ダンジェ（1788-1856）と競い合って多くの公共団体からの注文を受けて作品を制作した。
1861年ににレジオンドヌール勲章（オフィシエ）を受勲した。
1864年にパリ国立高等美術学校の彫刻の教授となった。ジョフロワが教えた学生にはアレクサンドル・ファルギエール（1831-1900）、ルイ＝エルネスト・バリアス（Louis-Ernest Barrias: 1841-1905、ルネ・ド・サン＝マルソー（1845–1915）、マリウス・ジャン・アントナン・メルシエ（1845-1916）、アントニオ・ソアレス・ドス・レイス（1847-1889）、レオポール・モーリス（Léopold Morice: 1846-1919）、オーガスタス・セント＝ゴーデンス（1848-1907）、ペール・ハッセルベリ（Per Hasselberg: 1850-1894）、ドニ・ピュエッシュ（1854-1942）らがいる。
1882年にマイエンヌ県のラヴァルで亡くなった。

## 作品

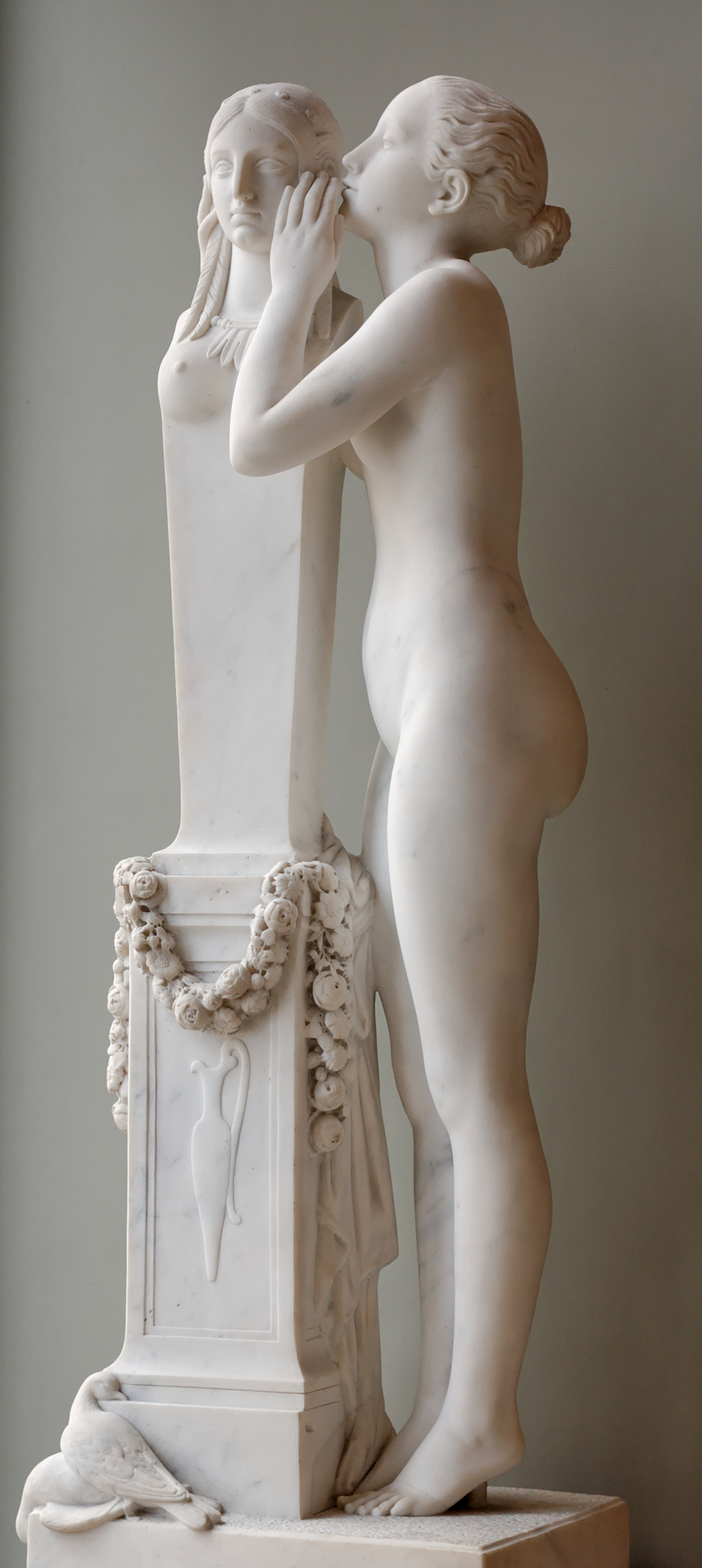
ヴィーナスに託された最初の秘密 (1839) ルーヴル美術館
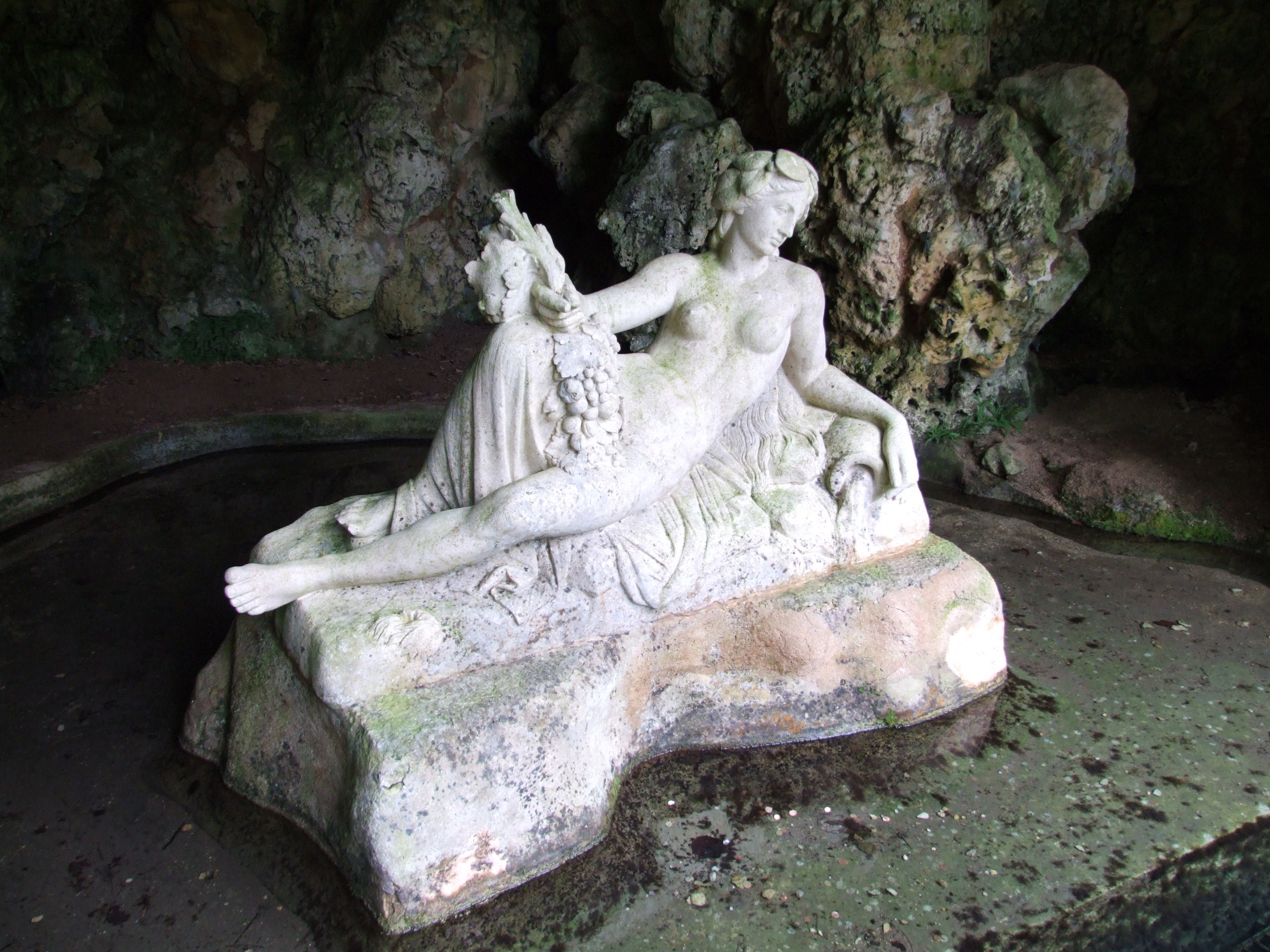
サン＝ジェルマン＝シュル＝エオルヌの『La Seine』(1866).
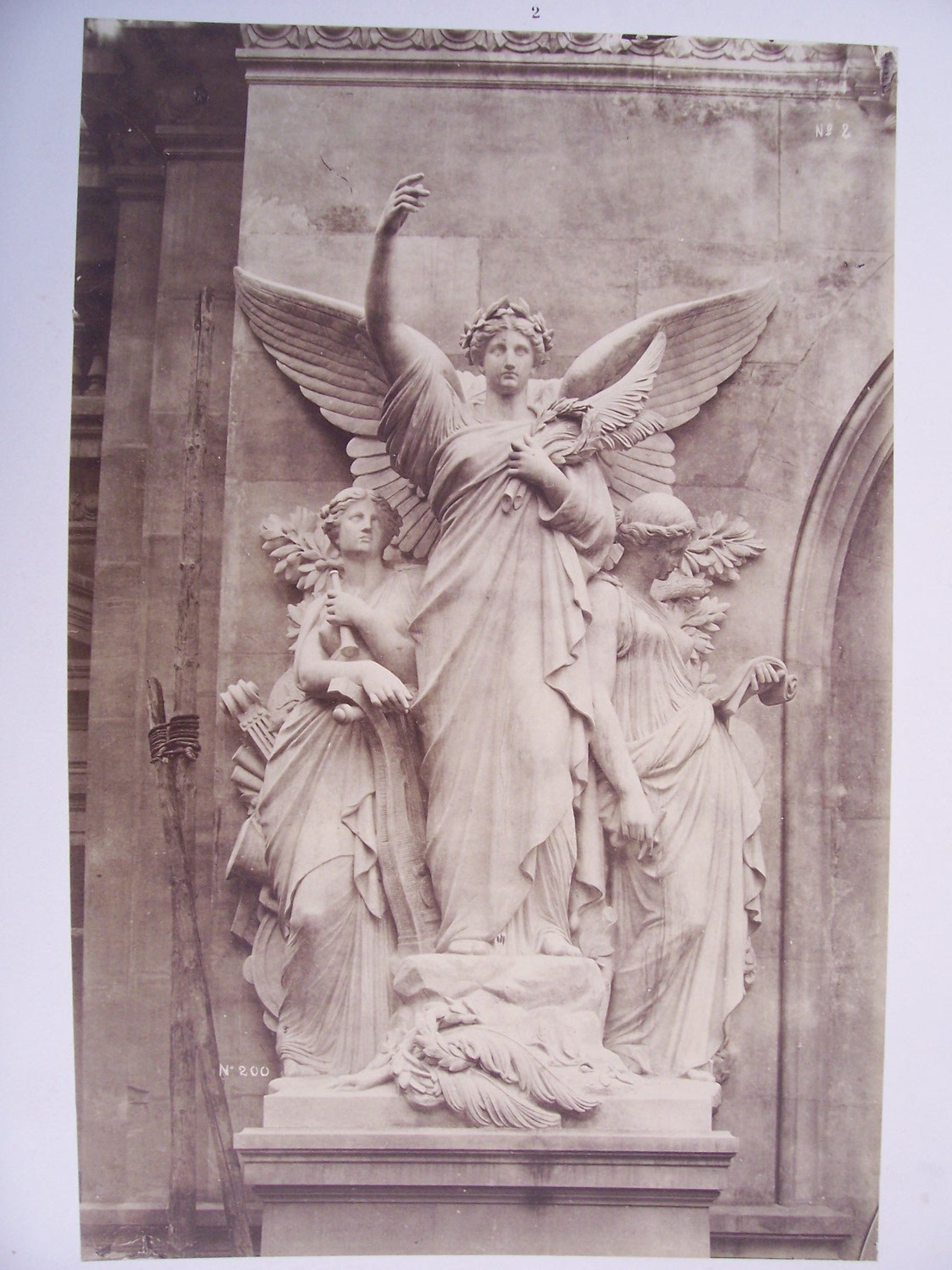
『La Poésie または L'Harmonie』 (1865-1869) ガルニエ宮
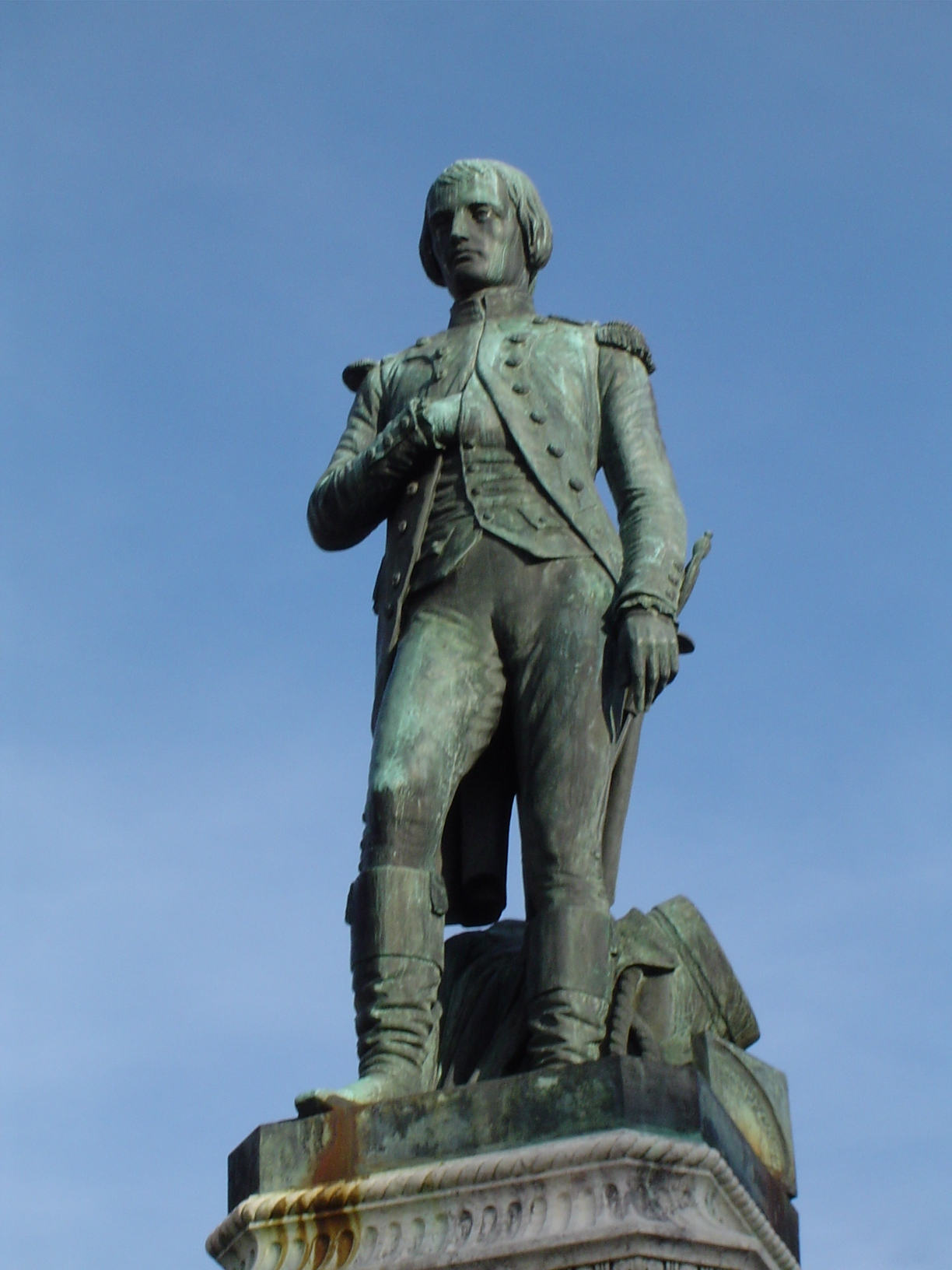
コート＝ドール県のボナパルト像(1857)